# Jean-Pierre Aumont
Jean-Pierre Aumont (Paris, 5 de janeiro de 1911 - Gassin, Saint-Tropez, 30 de janeiro de 2001) foi um ator francês.

## Vida
Nascido Jean-Pierre Philippe Salomons, estudou no Conservatório de Paris. A Segunda Guerra Mundial interrompeu sua carreira. Por ser judeu, se refugiou na França de Vichy e posteriormente em Nova Iorque. Após filmar The Cross of Lorraine em 1943, retornou a Europa como membro da França Livre. Após a guerra retoma a carreira de ator, que seria vasta, sendo dirigido inclusive pelo cineasta brasileiro Alberto Cavalcanti em Affairs of a Rogue em 1948. Ativo também no teatro, recebeu o César honorário em 1991. Foi casado com as atrizes Marisa Pavan, Maria Montez e Blanche Montel. 

## Filmografia

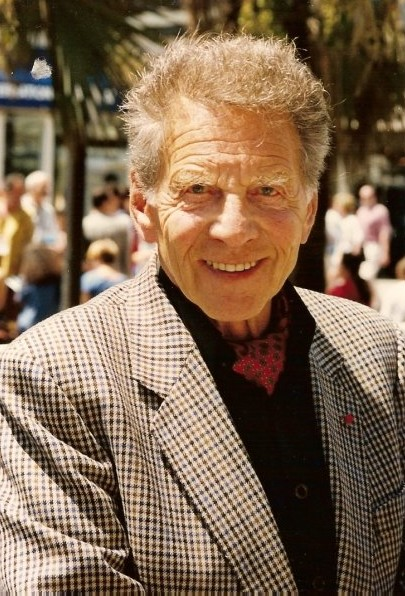
Aumont at the 1993 Cannes Film Festival

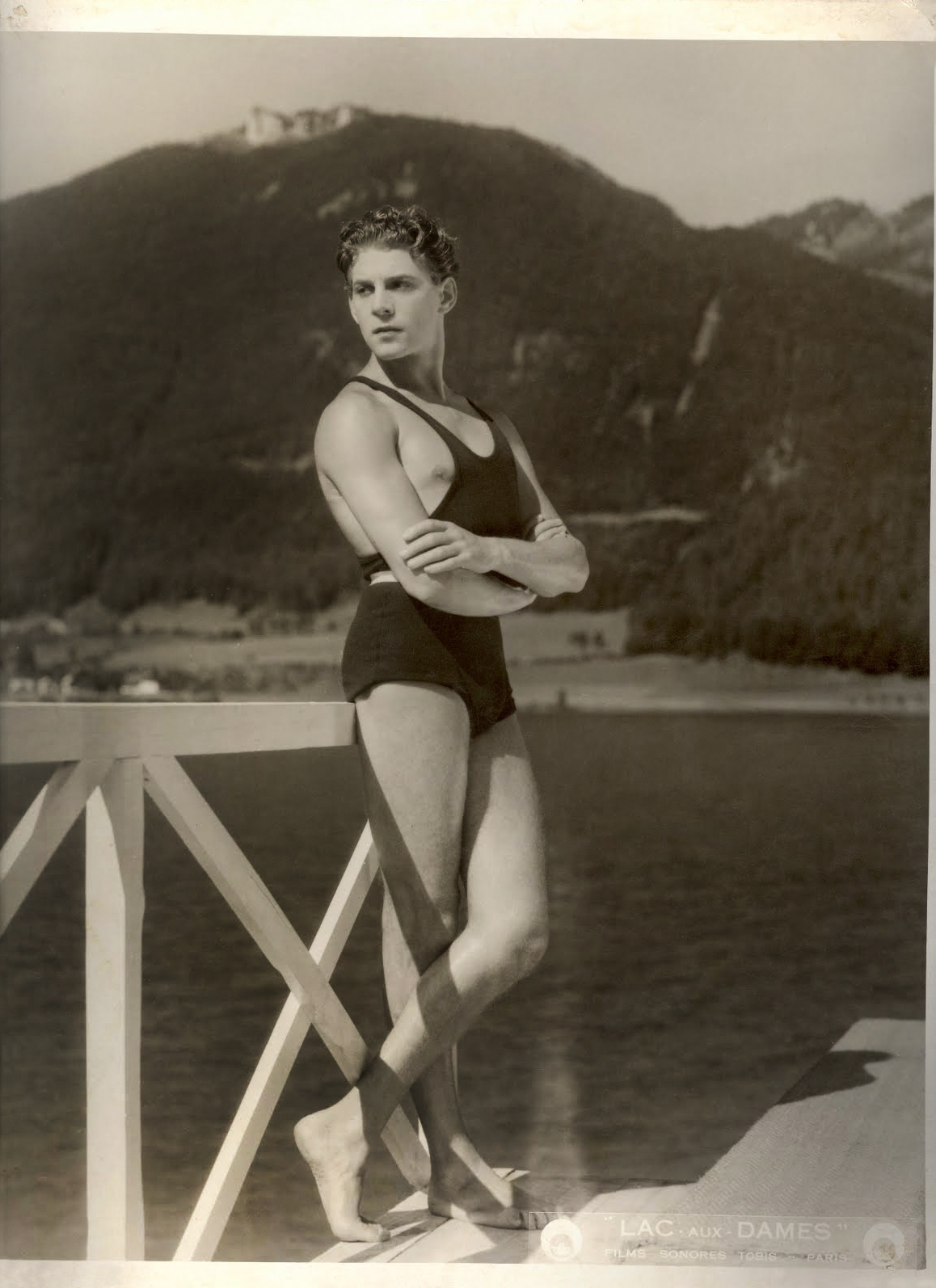
Unknown photographer. 'Jean-Pierre Aumont in "Lac aux Dames"' 1934

| Ano  | Título                                | Personagem                                     | Diretor                           | Notas                     |
| ---- | ------------------------------------- | ---------------------------------------------- | --------------------------------- | ------------------------- |
| 1931 | Jean de la Lune                       | Alexandre                                      | Jean Choux                        | Sem créditos              |
| 1931 | Échec et mat                          | Jacques                                        | Roger Goupillières                |                           |
| 1932 | Should We Wed Them?                   | Jim                                            | Pierre Billon and Karel Lamac     |                           |
| 1933 | On the Streets                        | Jacques                                        | Victor Trivas                     |                           |
| 1933 | La merveilleuse tragédie de Lourdes   | Georges                                        | Henri Fabert                      |                           |
| 1933 | Le voleur                             | Fernand Lagardes                               | Maurice Tourneur                  |                           |
| 1933 | Ève cherche un père                   | Jacques de la Motte                            | Mario Bonnard                     |                           |
| 1934 | A Day Will Come                       | Henri de Langillier                            | Gerhard Lamprecht and Serge Veber |                           |
| 1934 | Lake of Ladies                        | Eric Heller                                    | Marc Allégret                     |                           |
| 1934 | Maria Chapdelaine                     | Lorenzo Surprenant                             | Julien Duvivier                   |                           |
| 1935 | Les yeux noirs                        | Karpoff                                        | Viktor Tourjansky                 |                           |
| 1935 | L'Équipage                            | L'aspirant Jean Herbillon                      | Anatole Litvak                    |                           |
| 1935 | Les Beaux Jours                       | Pierre – le premier amoureux de Sylvie         | Marc Allégret                     |                           |
| 1936 | Taras Bulba                           | André Boulba                                   | Alexis Granowsky                  |                           |
| 1936 | La Porte du large                     | Pierre Villette                                | Marcel L'Herbier                  |                           |
| 1937 | Cargaison blanche                     | Henri Voisin                                   | Georges Lacombe                   |                           |
| 1937 | The Messenger                         | Gilbert Rollin                                 | Raymond Rouleau                   |                           |
| 1937 | Bizarre, Bizarre                      | Billy                                          | Marcel Carné                      |                           |
| 1937 | Maman Colibri                         | Georges de Chambry                             | Jean Dréville                     |                           |
| 1938 | La femme du bout du monde             | Lt. Robert Jacquet                             | Jean Epstein                      |                           |
| 1938 | Chéri-Bibi                            | Raoul Palas                                    | Léon Mathot                       |                           |
| 1938 | Beautiful Star                        | Jean-Pierre                                    | Jacques de Baroncelli             |                           |
| 1938 | S.O.S. Sahara                         | Paul Moutier                                   | Jacques de Baroncelli             |                           |
| 1938 | Le Paradis de Satan                   | Jean Larcher                                   | Félix Gandéra                     |                           |
| 1938 | Hôtel du Nord                         | Pierre                                         | Marcel Carné                      |                           |
| 1943 | Assignment in Brittany                | Bertrand Corlay / Capt. Pierre Matard          | Jack Conway                       | (como Pierre Aumont)      |
| 1943 | The Cross of Lorraine                 | Paul Dupré                                     | Tay Garnett                       | (como Jean Pierre Aumont) |
| 1946 | Heartbeat                             | Pierre de Roche                                | Sam Wood                          | (como Jean Pierre Aumont) |
| 1947 | Song of Scheherazade                  | Nikolai Rimsky-Korsakov                        | Walter Reisch                     |                           |
| 1948 | Affairs of a Rogue                    | Príncipe Leopold                               | Alberto Cavalcanti                |                           |
| 1949 | Siren of Atlantis                     | Andre St. Avit                                 | Gregg G. Tallas                   |                           |
| 1949 | Wicked City                           | Eric Martin, alias Hans Norben                 | François Villiers                 |                           |
| 1949 | Golden Arrow                          | Andre Marchand                                 | Gordon Parry                      |                           |
| 1950 | L'Homme de joie                       | Henri Perlis                                   | Gilles Grangier                   |                           |
| 1950 | The Straw Lover                       | Stanislas Michodier                            | Gilles Grangier                   |                           |
| 1951 | La Vendetta del corsaro               | Enrico di Roccabruna                           | Primo Zeglio                      |                           |
| 1951 | Last Meeting                          | Michele Bonesi                                 | Gianni Franciolini                |                           |
| 1952 | Wolves Hunt at Night                  | Cyril                                          | Bernard Borderie                  |                           |
| 1953 | Lili                                  | Marc                                           | Charles Walters                   | (como Jean Pierre Aumont) |
| 1953 | Koenigsmark                           | Le précepteur Raoul Vignerte                   | Solange Térac                     |                           |
| 1953 | The Sparrows of Paris                 | Césarin                                        | Maurice Cloche                    |                           |
| 1954 | Royal Affairs in Versailles           | Cardinal de Rohan                              | Sacha Guitry                      |                           |
| 1954 | Charge of the Lancers                 | Capt. Eric Evoir                               | William Castle                    |                           |
| 1955 | Napoléon                              | Régnault de Saint-Jean d'Angély                | Sacha Guitry                      |                           |
| 1955 | Eighteen Hour Stopover                | Robert Vitrac                                  | René Jolivet                      |                           |
| 1955 | Mademoiselle from Paris               | Maurice Darnal                                 | Walter Kapps                      |                           |
| 1956 | Hilda Crane                           | Prof. Jacques De Lisle                         | Philip Dunne                      |                           |
| 1957 | The Seventh Sin                       | Paul Duvelle                                   | Ronald Neame                      |                           |
| 1959 | John Paul Jones                       | King Louis XVI of France                       | John Farrow                       |                           |
| 1960 | The Enemy General                     | Lionel Durand                                  | George Sherman                    |                           |
| 1960 | The Devil at 4 O'Clock                | Jacques                                        | Mervyn LeRoy                      | (como Jean Pierre Aumont) |
| 1961 | The Blonde from Buenos Aires          | O Ator                                         | George Cahan                      |                           |
| 1961 | Le Puits aux trois vérités            | Espectador de uma vernissage                   | François Villiers                 |                           |
| 1962 | The Seven Deadly Sins                 | O marido                                       | Roger Vadim                       | (segmento "L'Orgueuil")   |
| 1962 | Una domenica d'estate                 | Valerio                                        | Giulio Petroni                    |                           |
| 1962 | Carnival of Crime                     | Mike Voray                                     | George Cahan                      |                           |
| 1962 | Five Miles to Midnight                | Alan Stewart                                   | Anatole Litvak                    |                           |
| 1963 | Portuguese Vacation                   | Jean-Pierre                                    | Pierre Kast                       |                           |
| 1969 | Castle Keep                           | Henri Tixier, Count of Maldorais               | Sydney Pollack                    |                           |
| 1970 | El coleccionista de cadáveres         | Claude Marchand                                | Santos Alcocer and Edward Mann    |                           |
| 1971 | Biribi                                | O General                                      | Daniel Moosmann                   |                           |
| 1971 | L'Homme au cerveau greffé             | Professor Jean Marcilly                        | Jacques Doniol-Valcroze           |                           |
| 1973 | Day for Night                         | Alexandre                                      | François Truffaut                 |                           |
| 1974 | Two Missionaries                      | Monsignor Delgado                              | Franco Rossi                      |                           |
| 1975 | The Happy Hooker                      | Yves St Jacques                                | Nicholas Sgarro                   |                           |
| 1975 | Cat and Mouse                         | Monsieur Richard                               | Claude Lelouch                    |                           |
| 1975 | Mahogany                              | Christian Rosetti                              | Berry Gordy                       |                           |
| 1975 | Catherine & Co.                       | Marquis de Puisargue                           | Michel Boisrond                   |                           |
| 1977 | Des journées entières dans les arbres | Jacques                                        | Marguerite Duras                  |                           |
| 1978 | Blackout                              | Henri Lee                                      | Eddy Matalon                      |                           |
| 1978 | Two Solitudes                         | Jean-Claude Tallard                            | Lionel Chetwynd                   |                           |
| 1979 | Something Short of Paradise           | Jean-Fidel Milieu                              | David Helpern                     |                           |
| 1979 | Beggarman, Thief                      | Jean Delacroix                                 | Lawrence Doheny                   | Filme para TV             |
| 1980 | The Memory of Eva Ryker               | Inspetor Laurier                               | Walter Grauman                    | Filme para TV             |
| 1981 | Allons z'enfants                      | Comandante Félix                               | Yves Boisset                      |                           |
| 1982 | Don't Look in the Attic               | Ugo Ressia                                     | Carlo Ausino                      |                           |
| 1982 | Difendimi dalla notte                 | Giacomo Guerra                                 | Claudio Fragasso                  |                           |
| 1983 | Nana                                  | Muffat                                         | Dan Wolman                        |                           |
| 1983 | La java des ombres                    | Monsieur Jean                                  | Romain Goupil                     |                           |
| 1984 | The Blood of Others                   | Monsieur Blomart                               | Claude Chabrol                    |                           |
| 1985 | Le regard dans le miroir              | Vasco Pessoa                                   | Jean Chapot                       | Minissérie para TV        |
| 1986 | On a volé Charlie Spencer!            | Os heróis, séq. Hôtel du Nord                  | Francis Huster                    |                           |
| 1987 | Sweet Country                         | Mr. Araya                                      | Michael Cacoyannis                |                           |
| 1988 | À notre regrettable époux             | Alexandre Mouton-Sabrat, dit Moutonni Sabracco | Serge Korber                      |                           |
| 1991 | Becoming Colette                      | Captain Colette                                | Danny Huston                      |                           |
| 1991 | A Star for Two                        | Alphonse                                       | Jim Kaufman                       |                           |
| 1992 | Los mares del sur                     | Marqués de Munt                                | Manuel Esteban                    |                           |
| 1992 | Les enfants du diable                 | Le curé                                        | Claude Gaignaire                  |                           |
| 1994 | Giorgino                              | Sebastien                                      | Laurent Boutonnat                 |                           |
| 1995 | Jefferson in Paris                    | D'Hancarville                                  | James Ivory                       |                           |
| 1996 | The Proprietor                        | Franz Legendre                                 | Ismail Merchant                   | (filme final)             |